# Сосновка (Еловский район)
Сосновка — деревня в Еловском муниципальном округе Пермского края России.

## История
Деревня известна с 1836 года как починок. До ноября 2019 года входила в состав ныне упразднённого Брюховского сельского поселения Еловского района.

## География
Деревня находится в юго-западной части района, в пределах Среднекамской низменной равнины, на берегах реки Сосновский Ключ (приток Камы), на расстоянии приблизительно 7 километров (по прямой) к юго-западу от села Елова, административного центра округа. Абсолютная высота — 105 метров над уровнем моря.
Климат
Климат характеризуется как умеренно континентальный, с продолжительной холодной зимой и коротким тёплым летом. Средняя многолетняя температура самого холодного месяца (января) составляет −15 — −16 °С (абсолютный минимум — −50 °С), температура самого тёплого (июля) — 18 — 19 °С (абсолютный максимум — 40 °С).

## Население
| 2010 |
| ---- |
| 39   |

Половой состав
По данным Всероссийской переписи населения 2010 года в половой структуре населения мужчины составляли 51,3 %, женщины — соответственно 48,7 %.
Национальный состав
Согласно результатам переписи 2002 года, в национальной структуре населения русские составляли 80 % из 55 чел.